# 外折糖芥
外折糖芥（学名：Erysimum deflexum）为十字花科糖芥属下的一个种。

## 扩展阅读
- 維基物種上的相關：外折糖芥